# Tracts (collection)
Pour les articles homonymes, voir Tract (homonymie).
Tracts est une collection d'ouvrages des éditions Gallimard, créée en 2019 et dirigée par Alban Cerisier. Elle est composée de textes brefs en lien avec l'actualité rédigés par des écrivains et des intellectuels.

## Présentation
La collection Tracts propose des fascicules d'une cinquantaine de pages, en noir et blanc, consacrés à des thèmes liés à l'actualité sociale et politique. Cette collection regroupe des textes engagés et vise à contribuer au débat d'idées. Ces fascicules sont vendus en librairie à un prix qui se veut accessible, en particulier pour un public jeune. Le rythme de publication est d'une dizaine de numéros par an.
Claire Devarrieux décrit chaque numéro de la collection comme « un fascicule au format intermédiaire » ayant pour objectif de « contribuer aux débats actuels », citant également le manifeste de la collection : « moins qu'un livre ; plus qu'un article ou un édito »,.
Alban Cerisier, directeur de la collection, indique : « nous ne sommes pas une collection militante » et « nous veillons à maintenir la diversité des sensibilités de nos auteurs ».

## Histoire
La collection Tracts est lancée par les éditions Gallimard en février 2019, dans le contexte social du mouvement des Gilets jaunes. Elle entend renouer avec « une pratique éditoriale des années 1930, quand étaient réunis, sous l'appellation des « Tracts de la NRF », les textes d'intervention d'André Gide (Retour de l'U.R.S.S.), de Thomas Mann (Avertissement à l'Europe) ou de Jean Giono (Refus d'obéissance) » comme l'indique l'éditeur dans son manifeste. Le premier volume, intitulé L'Europe fantôme et rédigé par Régis Debray, est consacré à la question européenne.
Durant le premier confinement lié à la pandémie de Covid-19, entre mars et mai 2020, Gallimard publie sous forme numérique, une série de textes brefs intitulés « Tracts de crise » en lien avec la crise sanitaire. Ils reçoivent un certain écho médiatique, en particulier Monsieur le Président, une lettre ouverte d'Annie Ernaux au président de République, Emmanuel Macron.
En 2021, la collection est adaptée sous la forme d'un podcast produit par France Culture,.
En 2021 et en 2022, d'autres maisons d'édition et médias lancent leur propre collection de fascicules : Les éditions du Cerf avec Placards et Libelles, AOC avec Imprimés, Le Seuil avec Libelle, 10/18 avec Amorce. En 2023, l'éditeur La Martinière crée à son tour sa propre collection de courts essais à destination des 15–25 ans, baptisée ALT,.
En février 2022, dans le contexte de la campagne pour l'élection présidentielle de 2022, un collectif de seize historiennes et historiens publie, dans la collection « Tracts », Zemmour contre l'histoire, recensant une partie des contre-vérités du candidat Éric Zemmour,.

## Liste des numéros
En septembre 2024, la collection comporte une soixantaine de numéros :
| Série                           | No | Date            | Auteur(s)                                 | Titre | ISBN              |
| ------------------------------- | -- | --------------- | ----------------------------------------- | --- | ----------------- |
|                                 | 1  | 14 fév. 2019    | Régis Debray                              | L'Europe fantôme                                                                                              | 978-2-07-285262-6 |
|                                 | 2  | 14 mars 2019    | Erri De Luca                              | Europe, mes mises à feu                                                                                       | 978-2-07-285509-2 |
|                                 | 3  | 21 mars 2019    | Pierre Bergounioux                        | Faute d'égalité                                                                                               | 978-2-07-285416-3 |
|                                 | 4  | 18 avr. 2019    | François Garde                            | La position des pôles : petit traité de géopolitique subjective                                               | 978-2-07-285977-9 |
|                                 | 5  | 18 avr. 2019    | Danièle Sallenave                         | Jojo, le gilet jaune                                                                                          | 978-2-07-285982-3 |
|                                 | 6  | 16 mai 2019     | Cynthia Fleury                            | Le soin est un humanisme                                                                                      | 978-2-07-285987-8 |
|                                 | 7  | 27 juin 2019    | Sylviane Agacinski                        | L'homme désincarné : du corps charnel au corps fabriqué                                                       | 978-2-07-286734-7 |
|                                 | 8  | 26 sept. 2019   | François Sureau                           | Sans la liberté                                                                                               | 978-2-07-285421-7 |
|                                 | 9  | 17 oct. 2019    | Hélé Béji                                 | Dommage, Tunisie : la dépression démocratique                                                                 | 978-2-07-288715-4 |
|                                 | 10 | 7 nov. 2019     | Arthur Dénouveaux Antoine Garapon         | Victimes, et après ?                                                                                          | 978-2-07-288720-8 |
|                                 | 11 | 28 nov. 2019    | René Frégni                               | Carnets de prison ou L'oubli des rivières                                                                     | 978-2-07-288725-3 |
|                                 | 12 | 16 janv. 2020   | Stéphane Velut                            | L'hôpital, une nouvelle industrie : le langage comme symptôme                                                 | 978-2-07-289409-1 |
|                                 | 13 | 13 fév. 2020    | Didier Daeninckx                          | Municipales : banlieue naufragée                                                                              | 978-2-07-289414-5 |
|                                 | 14 | 19 mars 2020    | Arundhati Roy                             | Au-devant des périls : la marche en avant de la nation hindoue                                                | 978-2-07-290001-3 |
|                                 | 15 | 25 juin 2020    | Olivier Rey                               | L'idolâtrie de la vie                                                                                         | 978-2-07-291611-3 |
|                                 | 16 | 2 juill. 2020   | Patrice Franceschi                        | Avec les Kurdes : ce que les avoir abandonnés dit de nous                                                     | 978-2-07-289970-6 |
|                                 | 17 | 2 juill. 2020   | Étienne Klein                             | Le goût du vrai                                                                                               | 978-2-07-291671-7 |
|                                 | 18 | 24 sept. 2020   | Philippe Forest                           | L'université en première ligne : à l'heure de la dictature numérique                                          | 978-2-07-292835-2 |
|                                 | 19 | 18 sept. 2020   | Najat Vallaud-Belkacem Sandra Laugier     | La société des vulnérables : leçons féministes d'une crise                                                    | 978-2-07-292840-6 |
|                                 | 20 | 15 oct. 2020    | Olivier Assayas                           | Le temps présent du cinéma                                                                                    | 978-2-07-292951-9 |
|                                 | 21 | 15 oct. 2020    | Renaud Girard Jean-Loup Bonnamy (d)       | Quand la psychose fait dérailler le monde                                                                     | 978-2-07-292991-5 |
|                                 | 22 | 19 nov. 2020    | Didier Leschi                             | Ce grand dérangement : l'immigration en face                                                                  | 978-2-07-293407-0 |
|                                 | 23 | 14 janv. 2021   | Barbara Stiegler                          | De la démocratie en pandémie : santé, recherche, éducation                                                    | 978-2-07-294222-8 |
|                                 | 24 | 18 fév. 2021    | Fabrice Humbert                           | Les mots pour le dire : de la haine et de l'insulte en démocratie                                             | 978-2-07-294343-0 |
|                                 | 25 | 4 mars 2021     | Alessandro Baricco                        | Ce que nous cherchons : 33 fragments                                                                          | 978-2-07-294637-0 |
|                                 | 26 | 15 avr. 2021    | Christian Thorel (d)                      | Essentielles librairies                                                                                       | 978-2-07-295112-1 |
|                                 | 27 | 29 avr. 2021    | Philippe Videlier                         | Plaidoyer pour les chiens, bâtards, fils de chiennes                                                          | 978-2-07-295133-6 |
|                                 | 28 | 6 mai 2021      | Xavier Gorce                              | Raison et dérision                                                                                            | 978-2-07-295363-7 |
|                                 | 29 | 27 mai 2021     | Nathalie Heinich                          | Ce que le militantisme fait à la recherche                                                                    | 978-2-07-295590-7 |
|                                 | 30 | 1er juill. 2021 | Gérard Prunier Marc Dugain (avant-propos) | Cadavres noirs                                                                                                | 978-2-07-295595-2 |
|                                 | 31 | 14 oct. 2021    | Stéphane Velut                            | La mort hors la loi                                                                                           | 978-2-07-297350-5 |
|                                 | 32 | 2 déc. 2021     | Vincent Duclert                           | Premiers combats : la démocratie républicaine et la haine des Juifs                                           | 978-2-07-297640-7 |
|                                 | 33 | 6 janv. 2022    | Alain Badiou                              | Remarques sur la désorientation du monde                                                                      | 978-2-07-297416-8 |
|                                 | 34 | 3 fév. 2022     | Collectif                                 | Zemmour contre l'histoire                                                                                     | 978-2-07-298837-0 |
|                                 | 35 | 3 mars 2022     | Hugo Micheron                             | Jihadisme européen : quels enjeux pour l'avenir ?                                                             | 978-2-07-297421-2 |
|                                 | 36 | 17 mars 2022    | Éric Alt Élise Van Beneden                | Résister à la corruption                                                                                      | 978-2-07-299215-5 |
|                                 | 37 | 24 mars 2022    | Barbara Stiegler François Alla (d)        | Santé publique année zéro                                                                                     | 978-2-07-299294-0 |
|                                 | 38 | 28 avr. 2022    | William Bourdon Vincent Brengarth (d)     | Violences policières : le devoir de réagir                                                                    | 978-2-07-295600-3 |
|                                 | 39 | 19 mai 2022     | Michel Foucher                            | Ukraine-Russie, la carte mentale du duel                                                                      | 978-2-07-299737-2 |
|                                 | 40 | 9 juin 2022     | Nicolas Werth                             | Poutine historien en chef                                                                                     | 978-2-07-299809-6 |
|                                 | 41 | 22 sept. 2022   | Pierre Jourde                             | Croire en Dieu : pourquoi ?                                                                                   | 978-2-07-300983-8 |
|                                 | 42 | 29 sept. 2022   | Camille Dejardin (d)                      | Urgence pour l'école républicaine : exigence, équité, transmission                                            | 978-2-07-301292-0 |
|                                 | 43 | 24 nov. 2022    | Jonathan Littell                          | De l'agression russe : écrits polémiques                                                                      | 978-2-07-302019-2 |
|                                 | 44 | 24 nov. 2022    | Dominique Bourg Johann Chapoutot          | « Chaque geste compte » : Manifeste contre l'impuissance publique                                             | 978-2-07-302024-6 |
|                                 | 45 | 3 fév. 2023     | François Cusset                           | La haine de l'émancipation : debout la jeunesse du monde                                                      | 978-2-07-302440-4 |
|                                 | 46 | 2 mars 2023     | Eugénie Bastié                            | Sauver la différence des sexes                                                                                | 978-2-07-302545-6 |
|                                 | 47 | 9 mars 2023     | Pascal Wintzer                            | Abus sexuels dans l'Église catholique : des scandales aux réformes                                            | 978-2-07-302550-0 |
|                                 | 48 | 23 mars 2023    | Jean Rouaud                               | Shabbat, ma Terre : trois propositions pour repousser le jour du désastre                                     | 978-2-07-302865-5 |
|                                 | 49 | 25 mai 2023     | Les Linguistes atterrées                  | Le français va très bien, merci                                                                               | 978-2-07-303669-8 |
|                                 | 50 | 31 août 2023    | Olivier Hamant                            | Antidote au culte de la performance : la robustesse du vivant                                                 | 978-2-07-304734-2 |
|                                 | 51 | 21 sept. 2023   | Pascal Ory                                | Ce cher et vieux pays…                                                                                        | 978-2-07-305250-6 |
|                                 | 52 | 9 nov. 2023     | Alice Ekman (d)                           | Chine-Russie : Le grand rapprochement                                                                         | 978-2-07-305762-4 |
|                                 | 53 | 7 déc. 2023     | Pierre-André Taguieff                     | Le nouvel opium des progressistes : antisionisme radical et islamo-palestinisme /                             | 978-2-07-306324-3 |
|                                 | 54 | 1er fév. 2024   | Édouard Durand                            | 160 000 enfants : violences sexuelles et déni social                                                          | 978-2-07-307192-7 |
|                                 | 55 | 14 mars 2024    | Gérard Noiriel                            | Préférence nationale : leçon d'histoire à l'usage des contemporains                                           | 978-2-07-307482-9 |
|                                 | 56 | 11 avr. 2024    | Elias Sanbar                              | « La dernière guerre ? » : Palestine, 7 octobre 2023 - 2 avril 2024                                           | 978-2-07-307992-3 |
|                                 | 57 | 30 mai 2024     | François Jost                             | L'opinion qui ne dit pas son nom : du pluralisme des médias en démocratie                                     | 978-2-07-308286-2 |
|                                 | 58 | 4 juin 2024     | Haïm Korsia                               | Aider à vivre : pour des vies dignes d'être vécues jusqu'au bout                                              | 978-2-07-308623-5 |
|                                 | 59 | 5 sept. 2024    | Clémentine Beauvais                       | Pour le droit de vote dès la naissance                                                                        | 978-2-07-310233-1 |
|                                 | 60 | 3 oct. 2024     | Eva Illouz                                | Le 8-octobre : généalogie d'une haine vertueuse                                                               | 978-2-07-309021-8 |
|                                 | 61 | 21 nov. 2024    | Julien Jeanneney (d)                      | Contre la proportionnelle                                                                                     | 978-2-07-310641-4 |
|                                 | 62 | 27 nov. 2024    | Anthony Samrani                           | Vu du Liban : La fin d'un pays, la fin d'un monde ?                                                           | 978-2-07-311073-2 |
|                                 | 63 | 2 janv. 2025    | Collectif                                 | Tenir la ligne : 40 dessins pour Charlie (2015-2025)                                                          | 978-2-07-311234-7 |
|                                 | 64 | 22 janv. 2025   | Pierre-Yves Bocquet                       | La « Révolution nationale » en 100 jours, et comment l'éviter                                                 | 978-2-07-311330-6 |
|                                 | 65 | 13 fév. 2025    | Servane Mouton (d)                        | Écrans, un désastre sanitaire : il est encore temps d'agir                                                    | 978-2-07-311531-7 |
|                                 | 66 | 4 avr. 2025     | Boualem Sansal                            | Discours pour le Prix de la paix des libraires et éditeurs allemands : Francfort-sur-le-Main, 16 octobre 2011 | 978-2-07-312276-6 |
|                                 | 67 | 8 mai 2025      | Kamel Daoud                               | Il faut parfois trahir                                                                                        | 978-2-07-312465-4 |
|                                 | 68 | 12 juin 2025    | Philippe Bihouix Vincent Perriot (ill.)   | L'Insoutenable Abondance : Faut-il croire les prophètes du progrès ?                                          | 978-2-07-312697-9 |
|                                 | 69 | 28 août 2025    | Camille Dejardin (d)                      | À quoi bon encore apprendre ?                                                                                 | 978-2-07-313796-8 |
| Série « Grand format » (GF)     |    |                 |                                           | |                   |
| GF                              |    | 9 janv. 2020    | Régis Debray                              | Le siècle vert : un changement de civilisation                                                                | 978-2-07-287928-9 |
| GF                              |    | 4 juin 2020     | Jean-Noël Jeanneney                       | Virus ennemi : discours de crise, histoire de guerres                                                         | 978-2-07-291283-2 |
| GF                              |    | 22 oct. 2020    | Alice Kaplan                              | Turbulences, USA : 2016-2020                                                                                  | 978-2-07-293077-5 |
| GF                              |    | 21 janv. 2021   | Danièle Sallenave                         | Parole en haut silence en bas                                                                                 | 978-2-07-294217-4 |
| GF                              |    | 29 avr. 2021    | Alain Borer                               | « Speak white ! » : pourquoi renoncer au bonheur de parler français ?                                         | 978-2-07-295117-6 |
| GF                              |    | 26 mai 2022     | Cynthia Fleury Antoine Fenoglio (d)       | Ce qui ne peut être volé : charte du Verstohlen                                                               | 978-2-07-299732-7 |
| GF                              |    | 21 sept. 2023   | Didier Leschi                             | Ce grand dérangement : l'immigration en face                                                                  | 978-2-07-305292-6 |
| GF                              |    | 26 juin 2025    | Jack Lang Zeina Abirached (ill.)          | La Langue arabe, une chance pour la France                                                                    | 978-2-07-313016-7 |
| Série « Tracts de crise » (TdC) |    |                 |                                           | |                   |
| TdC                             | 1  | 18 mars 2020    | Régis Debray                              | Quitte ou double                                                                                              | 978-2-07-290943-6 |
| TdC                             | 2  | 19 mars 2020    | Erri De Luca                              | Le samedi de la terre                                                                                         | 978-2-07-290935-1 |
| TdC                             | 3  | 19 mars 2020    | Cynthia Fleury                            | Répétition générale                                                                                           | 978-2-07-290951-1 |
| TdC                             | 4  | 19 mars 2020    | Danièle Sallenave                         | La teuf et le virus                                                                                           | 978-2-07-290939-9 |
| TdC                             | 5  | 20 mars 2020    | Pierre Bergounioux                        | Globalisation                                                                                                 | 978-2-07-290967-2 |
| TdC                             | 6  | 20 mars 2020    | Stéphane Velut                            | Échec au roi                                                                                                  | 978-2-07-290955-9 |
| TdC                             | 7  | 20 mars 2020    | François-Henri Désérable                  | Tout est déjà dans les livres                                                                                 | 978-2-07-290971-9 |
| TdC                             | 8  | 21 mars 2020    | René Frégni                               | Les jours barbares                                                                                            | 978-2-07-290959-7 |
| TdC                             | 9  | 21 mars 2020    | Didier Daeninckx                          | On a cru te perdre                                                                                            | 978-2-07-290983-2 |
| TdC                             | 10 | 22 mars 2020    | Arthur Dreyfus                            | L'impossibilité d'écrire                                                                                      | 978-2-07-290947-4 |
| TdC                             | 11 | 23 mars 2020    | Patrick Kéchichian                        | Le dehors n'est pas loin                                                                                      | 978-2-07-290991-7 |
| TdC                             | 12 | 23 mars 2020    | Pascal Ory                                | Un monde moins mondial que jamais                                                                             | 978-2-07-291036-4 |
| TdC                             | 13 | 24 mars 2020    | Johann Chapoutot                          | Pathologies sociales                                                                                          | 978-2-07-291044-9 |
| TdC                             | 14 | 24 mars 2020    | Michel Crépu                              | La corona du colonel Dandrelin                                                                                | 978-2-07-291040-1 |
| TdC                             | 15 | 25 mars 2020    | Pierre Jourde                             | In abstentia                                                                                                  | 978-2-07-290987-0 |
| TdC                             | 16 | 25 mars 2020    | Vincent Raynaud (d)                       | L'Éclipse : situations italiennes                                                                             | 978-2-07-291064-7 |
| TdC                             | 17 | 26 mars 2020    | Arthur Dénouveaux Antoine Garapon         | Du choc à l'expérience                                                                                        | 978-2-07-291048-7 |
| TdC                             | 18 | 26 mars 2020    | Thierry Laget                             | Séquestrations proustiennes                                                                                   | 978-2-07-291056-2 |
| TdC                             | 19 | 27 mars 2020    | Claire Fercak                             | Ces morts qu'on n'accompagne pas                                                                              | 978-2-07-291084-5 |
| TdC                             | 20 | 27 mars 2020    | Alain Badiou                              | Sur la situation épidémique                                                                                   | 978-2-07-291080-7 |
| TdC                             | 21 | 28 mars 2020    | Erik Orsenna                              | L'unité de la vie                                                                                             | 978-2-07-291072-2 |
| TdC                             | 22 | 28 mars 2020    | Amaury Nauroy                             | La beauté vénéneuse du monde                                                                                  | 978-2-07-290999-3 |
| TdC                             | 23 | 30 mars 2020    | Sylvain Tesson                            | Que ferons-nous de cette épreuve ?                                                                            | 978-2-07-291052-4 |
| TdC                             | 24 | 30 mars 2020    | Adèle Van Reeth                           | Intranquillité                                                                                                | 978-2-07-291076-0 |
| TdC                             | 25 | 31 mars 2020    | Étienne Klein                             | « Je ne suis pas médecin, mais je… »                                                                          | 978-2-07-291100-2 |
| TdC                             | 26 | 31 mars 2020    | Anne Sinclair                             | Le printemps des arbres et l'hiver des hommes                                                                 | 978-2-07-291116-3 |
| TdC                             | 27 | 1er avr. 2020   | Alain Borer                               | Le retirement du monde                                                                                        | 978-2-07-290963-4 |
| TdC                             | 28 | 1er avr. 2020   | Philippe Videlier                         | Lettre d'Italie                                                                                               | 978-2-07-291060-9 |
| TdC                             | 29 | 2 avr. 2020     | Annie Ernaux                              | Monsieur le Président                                                                                         | 978-2-07-290995-5 |
| TdC                             | 30 | 2 avr. 2020     | Ingrid Astier                             | L'ère virale                                                                                                  | 978-2-07-291096-8 |
| TdC                             | 31 | 3 avr. 2020     | Frédéric Boyer                            | Sic transit gloria mundi                                                                                      | 978-2-07-291088-3 |
| TdC                             | 32 | 3 avr. 2020     | Alexandre Postel                          | Un texte nécessaire                                                                                           | 978-2-07-291108-8 |
| TdC                             | 33 | 4 avr. 2020     | Albert Camus                              | Exhortation aux médecins de la peste                                                                          | 978-2-07-291120-0 |
| TdC                             | 34 | 6 avr. 2020     | Nancy Huston                              | Hors-sol | 978-2-07-291132-3 |
| TdC                             | 35 | 6 avr. 2020     | Jean-Paul Demoule                         | Pré-histoires du confinement                                                                                  | 978-2-07-291124-8 |
| TdC                             | 36 | 7 avr. 2020     | Alessandro Baricco                        | Le temps de l'audace                                                                                          | 978-2-07-291140-8 |
| TdC                             | 37 | 7 avr. 2020     | Tsolag Paloyan                            | Derrière la tête                                                                                              | 978-2-07-291136-1 |
| TdC                             | 38 | 8 avr. 2020     | David Rochefort                           | « Supplément d'âme » : la fabrique des histoires                                                              | 978-2-07-291112-5 |
| TdC                             | 39 | 8 avr. 2020     | Arundhati Roy                             | La pandémie, portail vers un monde nouveau                                                                    | 978-2-07-291180-4 |
| TdC                             | 40 | 9 avr. 2020     | Gilles Paché (d)                          | Logistique de crise                                                                                           | 978-2-07-291128-6 |
| TdC                             | 41 | 9 avr. 2020     | Chloé Morin                               | À quel moment ?                                                                                               | 978-2-07-291104-0 |
| TdC                             | 42 | 10 avr. 2020    | Marion Muller-Colard                      | Lettre à Lucie                                                                                                | 978-2-07-291200-9 |
| TdC                             | 43 | 10 avr. 2020    | Christian Debry (d)                       | Combien vaut une vie ? : hôpital Hautepierre, Strasbourg, 24e jour                                            | 978-2-07-291213-9 |
| TdC                             | 44 | 11 avr. 2020    | Régis Debray                              | Le dire et le faire                                                                                           | 978-2-07-291192-7 |
| TdC                             | 45 | 14 avr. 2020    | Patrice Franceschi                        | Bonjour monsieur Orwell                                                                                       | 978-2-07-290975-7 |
| TdC                             | 46 | 15 avr. 2020    | Gwenaëlle Aubry                           | Se souvenir des confins                                                                                       | 978-2-07-291184-2 |
| TdC                             | 47 | 15 avr. 2020    | Anne Nivat                                | Des pays en guerre                                                                                            | 978-2-07-291204-7 |
| TdC                             | 48 | 16 avr. 2020    | Gaspard Koenig                            | Ralentir | 978-2-07-291228-3 |
| TdC                             | 49 | 16 avr. 2020    | Claire Chazal                             | Information de crise                                                                                          | 978-2-07-291027-2 |
| TdC                             | 51 | 17 avr. 2020    | Alya Aglan                                | Rire de nous-mêmes                                                                                            | 978-2-07-291144-6 |
| TdC                             | 50 | 17 avr. 2020    | Thomas Snégaroff                          | La culture de l'inculture : Donald Trump face au virus                                                        | 978-2-07-291232-0 |
| TdC                             | 52 | 18 avr. 2020    | Anna Hope                                 | Toute la vie devant nous                                                                                      | 978-2-07-291240-5 |
| TdC                             | 53 | 20 avr. 2020    | Fabrice Humbert                           | Le grand révélateur                                                                                           | 978-2-07-291244-3 |
| TdC                             | 54 | 21 avr. 2020    | Edgar Morin                               | Un festival d'incertitudes                                                                                    | 978-2-07-291252-8 |
| TdC                             | 55 | 22 avr. 2020    | Carole Fives                              | La France est une mère célibataire                                                                            | 978-2-07-291256-6 |
| TdC                             | 56 | 23 avr. 2020    | Pierre Assouline                          | L'entretien que nous sommes                                                                                   | 978-2-07-291321-1 |
| TdC                             | 57 | 24 avr. 2020    | Didier Leschi                             | La République des défunts                                                                                     | 978-2-07-291293-1 |
| TdC                             | 58 | 25 avr. 2020    | Guillaume de Machaut                      | En l'an 1349                                                                                                  | 978-2-07-291297-9 |
| TdC                             | 59 | 27 avr. 2020    | Michaël Ferrier                           | Naufrage | 978-2-07-291334-1 |
| TdC                             | 60 | 28 avr. 2020    | Jean-Yves Chevalier                       | Skeptron : des informés en petite forme                                                                       | 978-2-07-291338-9 |
| TdC                             | 61 | 29 avr. 2020    | Catherine Cusset                          | La Mort, cette abstraction                                                                                    | 978-2-07-291260-3 |
| TdC                             | 62 | 30 avr. 2020    | Bruno Tertrais                            | L'épreuve de faiblesse : les conséquences géopolitique du coronavirus                                         | 978-2-07-291368-6 |
| TdC                             | 63 | 2 mai 2020      | Liu Zhenyun                               | Des rires et des pleurs                                                                                       | 978-2-07-291346-4 |
| TdC                             | 64 | 4 mai 2020      | Louisa Hall                               | Par la fenêtre                                                                                                | 978-2-07-291390-7 |
| TdC                             | 65 | 5 mai 2020      | Bruno Le Maire                            | Vouloir : une économie pour la France                                                                         | 978-2-07-291394-5 |
| TdC                             | 66 | 6 mai 2020      | Christophe Rioux (d)                      | Assignés à résidence : les Mureaux, février 2018 - mai 2020                                                   | 978-2-07-291236-8 |
| TdC                             | 67 | 7 mai 2020      | Jacques Drillon                           | Je veux | 978-2-07-291342-6 |
| TdC                             | 68 | 11 mai 2020     | Daniel Cohen                              | Vertu de crise : redéfinir notre modèle                                                                       | 978-2-07-291408-9 |
| TdC                             | 69 | 11 mai 2020     | Simone Weil                               | La sécurité, le risque : extrait de « L'Enracinement », 1949                                                  | 978-2-07-291092-0 |
| TdC                             |    | 4 juin 2020     | Collectif                                 | Un virus et des hommes : 18 mars 2020 - 11 mai 2020                                                           | 978-2-07-291301-3 |
| Série « Tracts en ligne » (TeL) |    |                 |                                           | |                   |
| TeL                             | 1  | 4 juill. 2020   | Régis Debray                              | Alignez-vous !                                                                                                | 978-2-07-292417-0 |
| TeL                             | 2  | 2 déc. 2020     | Régis Debray                              | France laïque : sur quelques questions d'actualité                                                            | 978-2-07-294063-7 |
| TeL                             | 3  | 4 mars 2022     | Régis Debray                              | Des musées aux missiles                                                                                       | 978-2-07-299339-8 |